# François Perhirin
François Perhirin est un peintre officiel de la Marine né à Portsall (Ploudalmézeau) en 1929 et mort en 2004.

## Biographie

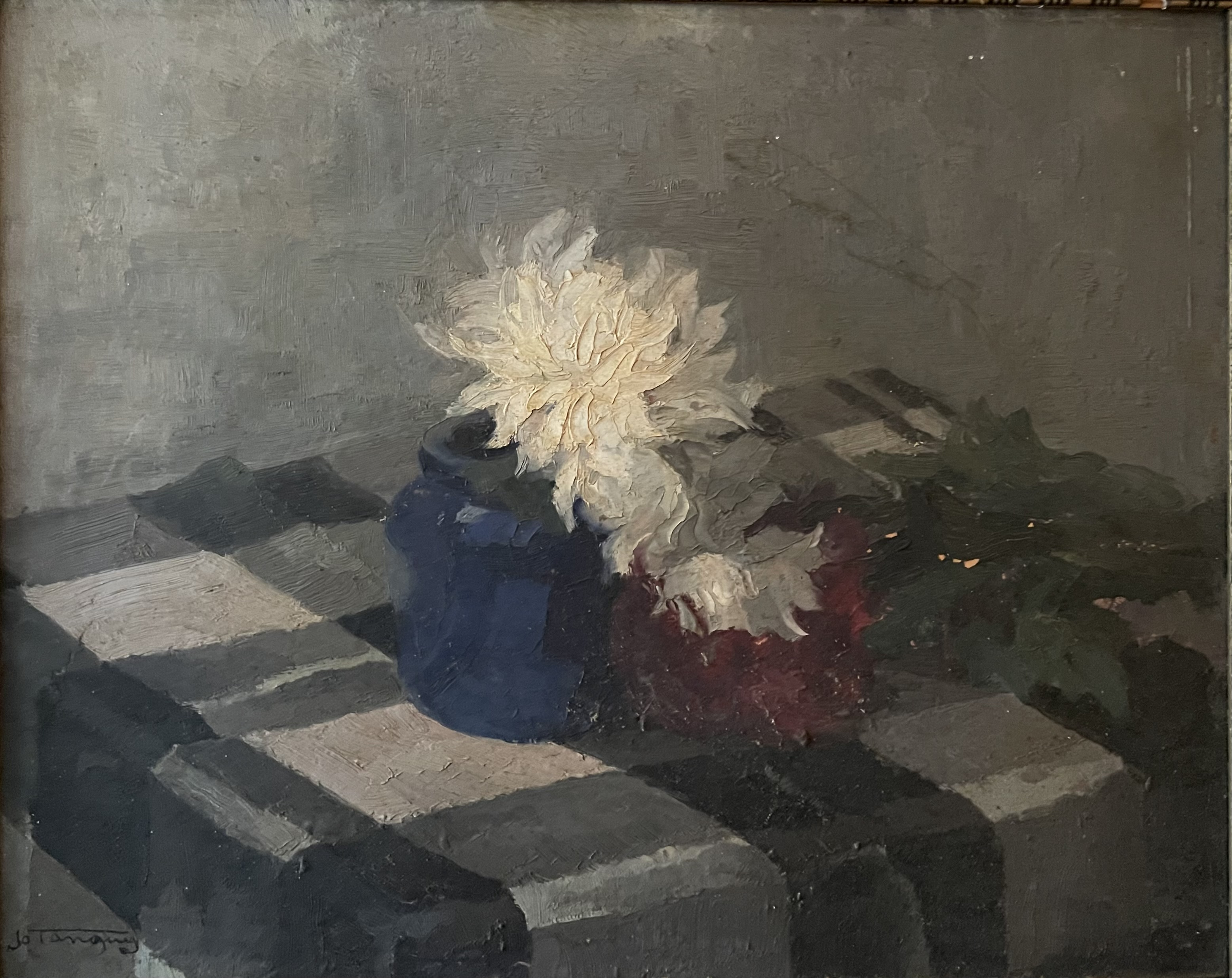
Peinture de Jo Tanguy

Ses talents de dessinateur sont repérés très tôt par son instituteur Édouard Quéau, mais sa famille étant peu argentée, il doit travailler après la guerre. Il est inscrit en 1943 au centre des apprentis de l'arsenal à Pont-de-Buis, où il est formé au métier de chaudronnier-tôlier. Là encore, il a la chance de tomber sur un instructeur, Jo Tanguy, qui est également peintre et qui lui enseigne la peinture.
En 1947, il entre à l'arsenal de Brest où il fera toute sa carrière. Il mène de front ses activités d'ouvrier et de peintre. Il se lie d'amitié avec le peintre Pierre Péron qu'il observe travailler et qui contribue à sa formation. François Perhirin, issu de l'école des « arpètes » de DCN, capte de nombreuses scènes du milieu fermé de la Construction navale pendant plus de 40 ans. De 1963 à 1983, il est responsable pendant vingt ans du groupe de peinture de l'école d'ingénieurs ETCAN.
Il participe à la décoration de plusieurs bâtiments militaires mais aussi civils (l'hôtel de ville de Brest, la mairie de Portsall...). Son travail fait l'objet de nombreuses expositions (entre autres : Salon de la Marine depuis 1965, salon de l'Armée depuis 1972, musée de la Marine de Brest, diverses galeries).  
Il obtient une récompense au salon de la Marine à Paris en 1975 qui l'autorise à naviguer sur les vaisseaux de la Marine nationale et il fait de nombreux voyages en Irlande, en Suède, en Espagne ou aux Açores etc. Peintre-reporter aux 32 embarquements à bord de bâtiments de la Royale, il est le témoin d'un pan entier de l'architecture navale du XXe siècle ou bien encore du travail des goémoniers et des militaires.   
Peintre officiel des Armées depuis 1981, il est nommé peintre de la Marine en 1993, portant le n°217 dans un corps créé en 1830, qui donne comme privilège d'accompagner sa signature d'une ancre marine.
Il a également illustré une quinzaine d'ouvrages, sur des bateaux de la Marine (La Galissonnière, le Maillé-Brézé, le Duperré) et sur divers sujets :
- Rue de Madagascar de Léontine Drapier-Cadec, l'Amitié par le livre, 1963
- À table les jeunes de Françoise Buisson  (ISBN 2-9502253-5-7), 1997
- Pleins feux sur Le Conquet, textes de Paul Coat  (ISBN 978-2-7466-9609-9), réédition 2017

Il habitait dans le quartier de Recouvrance à Brest. Il est décédé le 22 juillet 2004.

## Hommages

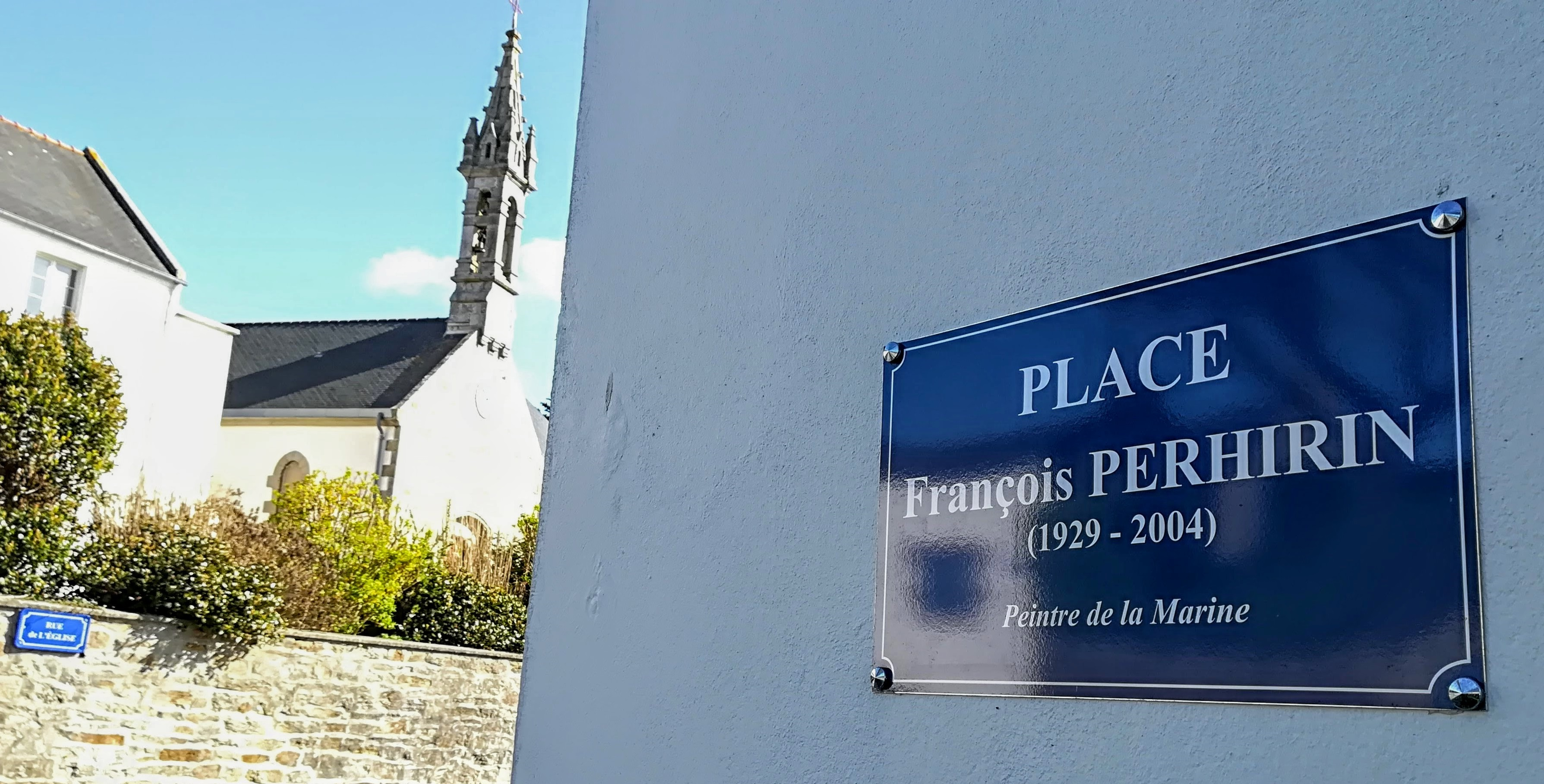
Place François Perhirin à Portsall Ploudalmézeau

Il reçoit les insignes de chevalier de l'ordre national du Mérite et chevalier dans l'ordre des Arts et des Lettres en 1996.
Des expositions ont mis ses œuvres à l'honneur, de Brest à Paris, en passant par Denver (Colorado), Saint-Pétersbourg ou Kiel. Avant de décéder, il a fait don de quatre de ses toiles à la municipalité de Ploudalmézeau. En avril 2005, le maire Marguerite Lamour a remis la médaille de la commune à son épouse en remerciement de ce don.
Une place de Portsall, près de la maison de la rue Monrepos qui l'a vu naître, porte son nom.